# Ulises Vásquez

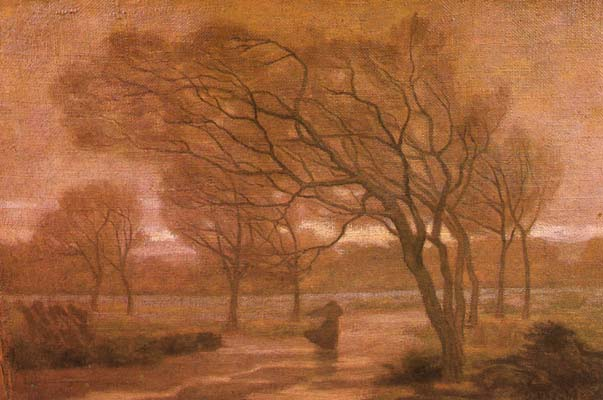
Viento puelche von Ulises Vásquez

Ulises Vásquez Hernández (* 1892 in Santiago de Chile; † 1949 ebenda) war ein chilenischer Maler.
Vásquez studierte an der Escuela de Bellas Artes bei Pedro Lira, Alberto Valenzuela Llanos und Fernando Álvarez de Sotomayor und zählte zur Malergruppe der Generacion del Trece. Insbesondere war er Abelardo Bustamante, Fernando Meza und Ezequiel Plaza freundschaftlich verbunden. Er trat vor allem als Landschaftsmaler hervor. Sein Leben lang unter finanzieller Not leidend, musste er Hilfsarbeiten annehmen, um sich und seine Familie zu ernähren, so dass er als Künstler in Vergessenheit geriet. Erst 1953 widmete ihm das Erziehungsministerium in Santiago eine Einzelausstellung. Die Pinakothek der Universidad de Concepción besitzt sein Gemälde Viento Puelche, die Pinakothek der Banco de Chile das Gemälde Árbol en el Campo.

## Quelle
- Museo Nacional de Bellas Artes - Ulises Vásquez
- Gabriella Fabiane - Gemälde von Ulises Vásquez

| Personendaten    | Personendaten             |
| ---------------- | ------------------------- |
| NAME             | Vásquez, Ulises           |
| ALTERNATIVNAMEN  | Vásquez Hernández, Ulises |
| KURZBESCHREIBUNG | chilenischer Maler        |
| GEBURTSDATUM     | 1892                      |
| GEBURTSORT       | Santiago de Chile         |
| STERBEDATUM      | 1949                      |
| STERBEORT        | Santiago de Chile         |